# Pecado venial
Conforme o catolicismo, um pecado venial é um pecado de natureza leve, que não resulta em uma separação completa de Deus e na condenação eterna ao Inferno (como um pecado mortal sem arrependimento resultaria).   O pecado venial consiste em agir como não se deve, sem a atual incompatibilidade com o estado de graça que implica em um pecado mortal; eles não quebram a amizade de uma pessoa com Deus, mas a prejudicam, e aumentam as penas de condenação eterna para quem se encontra fora do estado de graça. 

## Definição
Segundo o Catecismo da Igreja Católica:
1862: Comete pecado venial quando, em matéria menos grave, não observa a norma prescrita pela lei moral, ou quando desobedece à lei moral em matéria grave, mas sem pleno conhecimento ou sem pleno consentimento.
A definição da palavra "venial" é "perdoável".  Um ato, quando não é ordenado para o que é bom, é considerado pecaminoso – seja venial ou mortalmente. Quando tal ato é venialmente pecaminoso, envolve assunto que não é considerado "grave". Tal ação, ainda que cometida com pleno conhecimento e pleno consentimento, permanece venial, enquanto o objeto do ato não for grave. Se o assunto de um determinado ato for "grave", no entanto, a prática desse ato pode ser mortalmente pecaminosa. A ignorância intencional e a "dureza de coração" aumentam "o caráter voluntário de um pecado".  Assim, ao discutir a distinção entre pecado venial e mortal em sua Suma Teológica, São Tomás de Aquino indicou que um pecado venial difere de um pecado mortal, da mesma forma que algo imperfeito difere de algo que é perfeito. 
Como tal, pode-se chegar a que tipo de pecado, por exemplo, foi cometido, fazendo as seguintes três perguntas:
1. O ato envolveu um assunto grave?
2. O ato foi cometido com pleno conhecimento do delito cometido no ato?
3. O ato foi feito com pleno consentimento da vontade?

Se todas as três perguntas forem respondidas afirmativamente, os critérios para um pecado mortal foram atendidos. Se qualquer uma das três perguntas for respondida negativamente, apenas os critérios para um pecado venial foram atendidos. Em caso de dúvida em relação a qualquer uma dessas três questões, supõe-se que os critérios para um pecado mortal não foram atendidos. 
Cada pecado venial que se comete aumenta a penitência que se deve fazer. A penitência não feita durante a vida converte-se em castigo no Purgatório (que é um estágio de purificação da alma antes que esta possa ser admitida no Céu). Um pecado venial pode ser deixado sem ser confessado enquanto houver algum propósito de emenda. Recebe-se do sacramento da reconciliação a graça de ajudar a vencer os pecados veniais, bem como os mortais. Recomenda-se a confissão dos pecados veniais.   Os pecados veniais requerem algum tipo de penitência. 
Segundo o Magistério, os pecados veniais costumam permanecer veniais, não importa quantos se cometa. Eles não podem "somar" para constituir coletivamente um pecado mortal, mas sua acumulação leva a ser mais vulnerável a cometer pecado mortal.  Há casos em que reincidências podem se tornar um assunto grave. Por exemplo, se alguém roubasse pequenas quantidades de propriedade de uma determinada pessoa, com o tempo teria roubado o suficiente para se transformar em um roubo grave dessa pessoa. 
Em tudo isso, não se deve tomar levianamente o pecado venial, especialmente quando cometido deliberadamente. Ninguém sem uma graça especial (geralmente considerada aplicável apenas à Bem-Aventurada Virgem Maria) pode evitar inteiramente os pecados veniais semi-deliberados (de acordo com a definição de Trento). Mas é preciso, para evitar os pecados mortais, procurar (na medida do possível) vencer os pecados veniais. O Magistério ensina que, embora vários pecados veniais não se constituam em pecado mortal, cada pecado venial enfraquece ainda mais a vontade, e quanto mais disposto se torna em permitir tais quedas, mais se inclina e inevitavelmente cairá em pecados mortais se continuar neste caminho.